# Lotegorisch

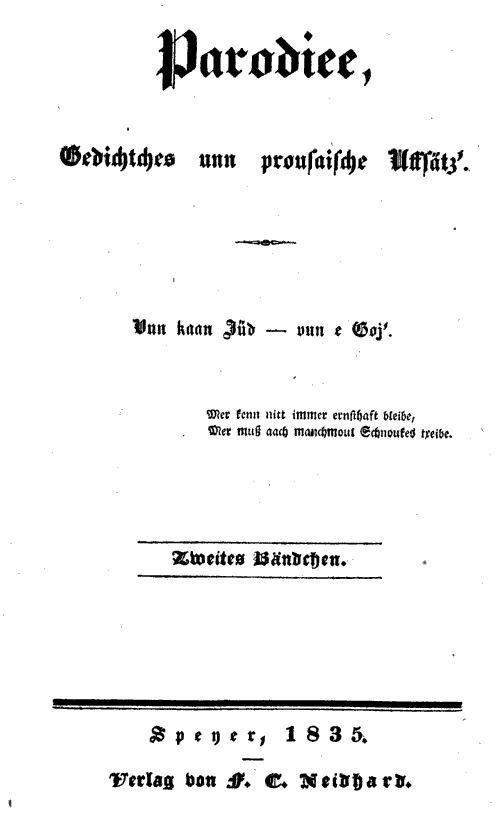
Titelblatt von Christian Heinrich Gilardones lotegorischem Buch Parodiee, Gedichtches unn prousaische Uffsätz‘. Vun kaan Jüd – vun e Goj‘, 2. Bändchen, Speyer, 1835

Lotegorisch (auch Lottegorisch, ältere Eigenbezeichnung lochne kodesch, aus hebräisch laschon „Zunge, Sprache“, und kodesch „Heiligtum“) ist eine Händlersprache und pfälzische Variante des Rotwelschen, angelehnt an das Westjiddische im Leiningerland (besonders Carlsberg), wo im ausgehenden 18. Jahrhundert eine größere Zahl Nichtsesshafte, darunter viele Juden, angesiedelt wurden und von dort aus dann in vielen Fällen als Wanderhändler und Hausierer tätig wurden.